# Хлиби
Хли́би (рос. Хлыбы) — присілок у складі Дмитровського міського округу Московської області, Росія.

## Населення
Населення — 9 осіб (2010; 4 у 2002).
Національний склад (станом на 2002 рік):
- росіяни — 75 %